# Ryskspråkig litteratur
Rysk litteratur, litteratur författad på det ryska språket.
Något som kännetecknar den ryska litteraturen är att den är starkt knuten till samhällsutvecklingen. Författarna har ofta tagit på sig rollen att staka ut framtiden. Det är inte förrän under 1800-talet rysk litteratur i dialog med Västeuropa - inte minst Frankrike - blir en del av världslitteraturen. Hit hör bland andra den ryske nationalskalden Aleksandr Pusjkin, dramatikern Anton Tjechov samt prosaisterna Nikolaj Gogol, Ivan Turgenjev, Ivan Gontjarov, Fjodor Dostojevskij och Lev Tolstoj. Bland 1900-talsförfattarna märks Anna Achmatova, Marina Tsvetajeva, Osip Mandelstam, Vladimir Majakovskij, Maksim Gorkij, Andrej Belyj, Jevgenij Zamjatin, Andrej Platonov, Michail Bulgakov, Vladimir Nabokov (vars senare författarskap är på engelska),  samt 1933 års nobelpristagare i litteratur Ivan Bunin, 1958 års nobelpristagare i litteratur Boris Pasternak (som tvingades avböja priset), 1965 års nobelpristagare i litteratur Michail Sjolochov, 1970 års nobelpristagare i litteratur Aleksandr Solzjenitsyn (som kunde mottaga priset 1974, efter att först ha tvingats gå i exil), och 1987 års nobelpristagare i litteratur Joseph Brodsky (som sedermera blev amerikansk medborgare och skrev essäer på engelska). Några internationellt kända mer sentida författare är Vladimir Sorokin, Viktor Pelevin, Andrej Makanin, Ljudmila Petrusjevskaja, Andrej Bitov, Nina Sadur, Ljudmila Ulitskaja, Jelena Sjvarts, Olga Sedakova, Boris Akunin, den moderna science fiction-genrens förnyare bröderna Strugatskij samt fantasyförfattarna Nick Perumov, Sergej Lukjanenko och Maks Fraj. Bland internationellt inflytelserika litteraturteoretiker kan nämnas Roman Jakobson, Viktor Sjklovskij, Michail Bachtin och Jurij Lotman.

## Periodindelning
Tre stora traditionsbrott delar in den ryskspråkiga litteraturhistorien i fyra epoker: Äldre rysk, Imperierysk, Sovjetiskt och eftersovjetisk litteratur. Peter den stores västinriktade politik ledde till ett så tvärt brott att man under 1800-talet trodde att den ryska litteraturen uppstått bara hundra år tidigare. Vissarion Belinskij, den mest inflytelserike ryske litteraturkritikern under 1800-talet gick så långt att han föreslog ett exakt år som startpunkten - 1739. Den ryska revolutionen 1917 med bolsjevikernas statskupp gjorde i ett slag "officiell" ryskspråkiga litteraturen till ett propagandainstrument för Sovjetunionen. I och med Gorbatjovs maktövertagande 1985 och sovjetunionens kollaps 1991 förändrades det litterära klimatet återigen radikalt. Alla dessa litteraturhistoriska skiljelinjer var plötsliga brott och inte, som är vanligt inom kulturhistoria, gradvisa förändringar. Dessutom berodde de på omständigheter som går att finna utanför själva litteraturhistorien.

## Äldre rysk litteratur

### Kievriket

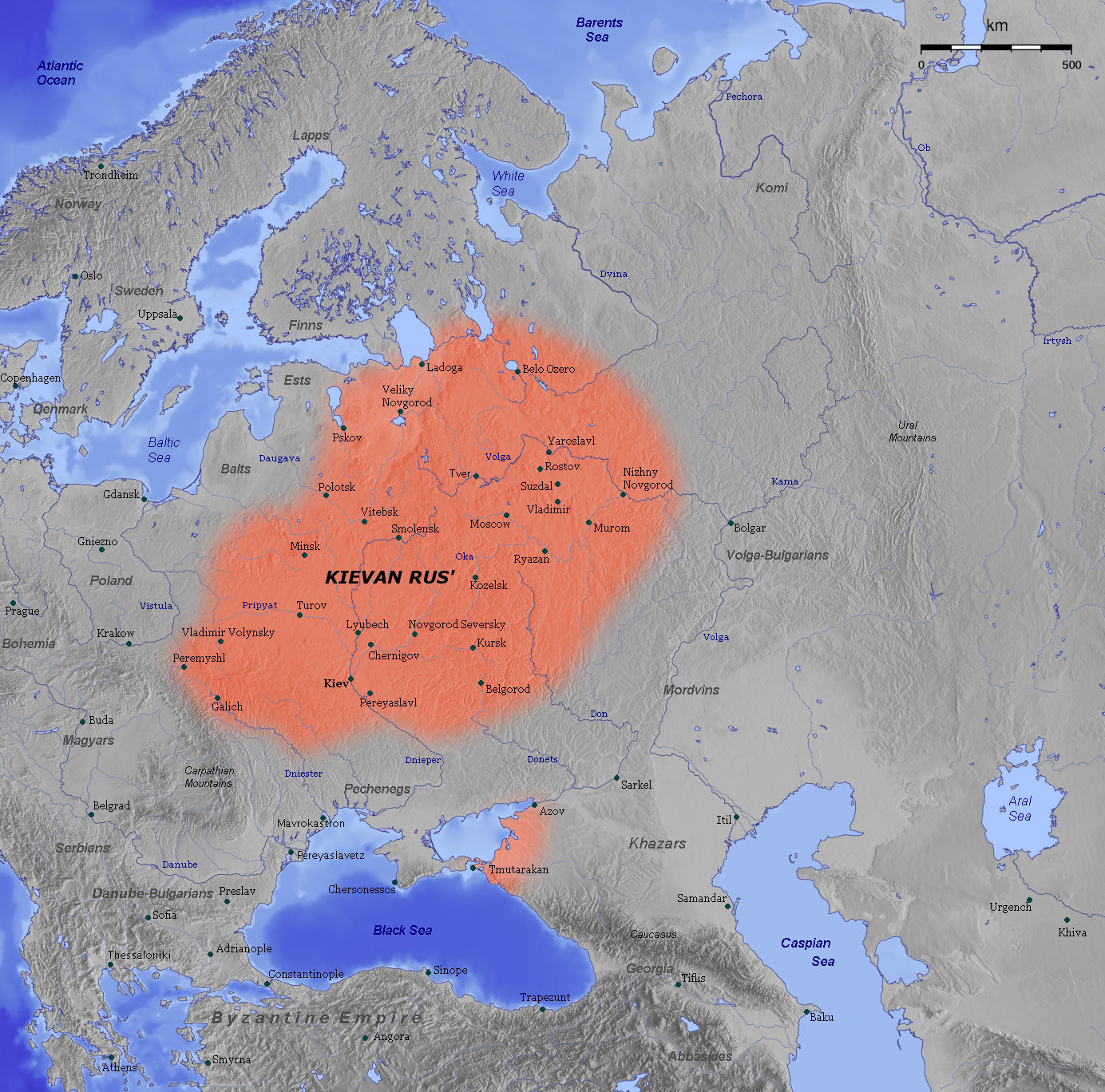
Kievrikets utsträckning under 1000-talet.

Den äldsta ryskspråkiga litteraturen var religiös. Sedan de ryska[förklaring behövs] områdena blivit en del av den östkristna kulturkretsen kom en rad översättningar av bysantinsk religiös litteratur under 1000-talet. Genom att kristendomen kom till Kievriket från det bysantinska riket spreds aldrig latinet dit, vilket bidrog till Rysslands litterära isolering från Västeuropa. Istället för latin användes ett slaviskt standardspråk, fornkyrkoslaviskan. I Kievriket skapades Nestorskrönikan och Igorkvädet. Det senare betraktas som det främsta rusiska poetiska verket.

### Moskvariket
När mongolerna under 1200-talet invaderade det ryska området blev det isolerat från Europa vilket gjorde att renässansidéerna aldrig kom dit. Efter att Moskva under 1400-talet blivit centrum för riket knöts litteraturen hårdare till staten och kyrkan. I och med Konstantinopels fall och den ökade makten i Moskva blev ett viktigt tema i denna litteratur hur den östromerska andliga och världsliga makten övertogs av Moskva. Munken Filofej skrev mellan 1514 och 1521 en epistel till Vasilij III där han förklarade att Moskva efter Konstantinopels fall var det tredje Rom. Moskvamakten beställde dessutom en rad omfattande encyklopediska verk och kodifieringar av lagar. Till dessa räknas Velikije Minei-Tjetii, ett enormt uppslagsverk över martyrer, och Ulozjenije ("Lagboken"). Under denna tid blomstrade även det folkliga berättandet i form av bylinor, episka ryska hjältesagor. Bland författare som diskuterade staten och storfurstens/tsarens ställning ur ett icke-kyrklig perspektiv märks främst Ivan Peresvetov, furst Andrej Kurbskij och tsar Ivan IV själv.

## Imperierysk litteratur
Den imperieryska litteraturen är språkligt experimentell och fokuserar mycket på filosofiska problem. Det är just detta som är utmärkande för de ryska klassikerna.

### Peter den storesreformer
Under början av 1700-talet genomför Peter den store reformer för att närma Ryssland till västvärlden. Dessa reformer fick stor betydelse för överklassens vardag; deras klädsel, vanor, sociala liv och utbildning förändrades. Ryssar skickades till Västeuropa för att studera och man lärde sig främmande språk i större utsträckning. Som ett resultat av överklassens nya vanor uppstod en enorm kulturell klyfta mellan adeln och allmogen; något som blev ett centralt tema i rysk litteratur. 1703 anlades Sankt Petersburg i västerländsk stil, den stad där Dostojevskijs romaner Brott och Straff och Anteckningar från källarhålet utspelar sig.

### 1700-talet
Under 1700-talet ägnade sig den ryskspråkiga litterära världen åt att imitera västeuropeisk litteratur. Under denna tid utvecklades det ryska litterära språket då kyrkslaviskan visade sig otillräcklig för författarnas visioner. Det hela ledde till ett språkligt kaos och en därpå följande standardisering av det ryska litterära språket. Genom verk som Regler för rysk versifikation (1739), Kort handledning i vältalighet (1748) och Rysk grammatik (1757) hjälpte Michail Lomonosov till att lägga grunden för det ryska litteraturspråket. Stor mängder klassisk och västerländsk litteratur översattes till ryska.

### Den ryska futurismen
Kring 1910 växte en futuristisk gren fram i Ryssland. Man kan datera dess födelse till 1912 då poeterna och futuristiska förgrundgestalterna Majakovskij och Chlebnikov publicerade manifestet En örfil åt den allmänna smaken. Vladimir Majakovskij demonstrerade med dikten Ett moln i byxor från 1915 den nya futuristiska stilen, fartfylld och telegramartad, för det ryska avantgardet. En annan av hans mest kända dikter är 150 000 000 (titeln syftar på Sovjets dåvarande folkmängd) vari han hyllar den nya staten. Chlebnikov sökte efter historiens lagar inom numerologin och utvecklade teorier om språket och dess ursprung. Dessa teman försökte han sedan förklara i sin poesi, som är svårtolkad, intensiv och syftade till att skapa "en ny värld av språk".
Den ryska futurismen skilde sig två grenar: ego-futurismen i Petersburg och kubo-futurismen i Moskva.  Ego-futurismens namn kommer från det fokus på jaget som riktningens företrädare hade. Den ledande ego-futuristen var Igor Severjanin som debuterade 1913 med diktsamlingen Den åskskjudande bägaren.Han blev enormt populär och valdes 1918 till poesins kung i Moskva. Kubo-futurismen hänger samman med kubismen och syftade till att framställa ting så som de framstod i det inre medvetandet och inte som de tedde sig för de yttre sinnena. Gemensamt för de ryska futuristerna var radikalismen och viljan att provocera. Man ägnade sig bland annat åt galna, fantasifulla, anarkistiska påhitt - det vi idag kallar happenings.
Litterärt ägnade sig futuristerna åt språkliga normbrott. De ville befria språket från den litterära traditionen och vardagsspråkets konventioner och på så sätt göra det autonomt. Futuristerna försökte inom poesin bearbeta språket på stavelsenivå - en poet sägs ha framfört en dikt bestående enbart av stavelsen "ju". Inriktningen på textens autonomi gav impulser till den gren inom litteraturforskning som kallas rysk formalism. Denna gren satte texten i fokus och undersökte dess ljud och form och vad det var som egentligen gjorde den till en text.

## Sovjetisk litteratur

### Det experimentella 1920-talet
Under sovjetunionens första år präglades den ryska litteraturen av mångsidighet och vitalitet. Många författare skrämdes till exil men revolutionen blev också startskottet för en generation unga författare. I likhet med den imperieryska litteraturen hade sovjetlitteraturen ett experimentellt språk och fokus på tunga filosofiska frågor. Två författare som tog en relativt fri hållning gentemot den sovjetisk regimen var Ilja Ehrenburg och Isaac Babel. Ehrenburg ironiserade över Sovjetunionen i skämtromanen Julio Jurenitos och hans lärjungars säregna irrfärder och var ett irritationselement för regimen under 1920-talet. Senare kom han att rätta sig leden och skriva litteratur som var mer i enlighet med det officiella kulturprogrammet. Isaac Babel skildrade inbördeskriget i Ryttararmén och förespråkade vikten av litterär kvalité i sovjetstaten. Han kom senare att dömas till arbetsläger, där han avled.
Andra författare anslöt sig helhjärtat till det officiella kulturprogrammet. En vanlig tolkning av direktiven var att folket behövde en ny proletärdiktning och Maksim Gorkij sågs av många som en litterär förebild. Denna inriktning på proletär kultur blomstrade under 1920-talet gick under namnet Proletkult. Proletkult blev en stor folkbildningsrörelse som stimulerade arbetarna till kulturell verksamhet. Rörelsen producerade poesi med radikalt budskap som hyllade arbetarna och industrin med var skriven traditionella eller folkliga former. Efter ideologiska konflikter med partiet upplöstes rörelsen.

### Stalintidens litteratur
Under Stalintiden dödades ett stort antal författare i utrensningar, däribland Isaac Babel, Daniil Charms, Osip Mandelstam, Boris Pilnjak och Nikolaj Kljujev. 1932 upplöstes alla självständiga litterära grupperingar och ersattes av Sovjetiska författarunionen som hade till syfte att ge staten full kontroll över litteraturproduktionen; uteslutning ur unionen innebar slutet för ett författarskap. 1934 lyftes Socialistisk realism fram som det enda acceptabla sättet att skriva. I fortsättningen skulle litteraturproduktionen styras av en rad officiella direktiv kring litterär stil och innehåll.
Vissa författare övergav sitt gamla författarskap för säkrare områden som barnboksproduktion och översättning. Andra, däribland Valentin Katajev, Nikolaj Ostrovskij och Aleksej Tolstoj, gav sig på att skriva officiell sovjetisk litteratur. Ett verk som ofta ses som ett av Stalintidens bästa, Michail Bulgakovs roman Mästaren och Margarita, skrevs under åren 1928-1940 för att inte publiceras. Den dök upp bannlyst i Ryssland under 1966-67 och återkom fritt 1973.

## Eftersovjetisk litteratur
Glasnosttiden under Gorbatjovs tid vid makten och Sovjetunionens därpå följande kollaps ledde till ett nytt litterärt klimat i Ryssland; trycket från staten minskade och slutligen avskaffades censuren helt. Författare i exil återfick sina medborgarskap. Solzjenitsyn återvände till Ryssland. Böcker som Boris Pasternaks Doktor Zjivago och Jevgenij Zamjatins Vi samt verk av Nabokov, Solzjenitsyn, Vojnovitj och många andra författare publicerades i Ryssland.